# Ozzie Smith
Osborne “Ozzie” Earl Smith (Mobile, Alabama, 26 de diciembre de 1954)  es un beisbolista retirado estadounidense que ha sido considerado entre los mejores paradores en corto de la historia de las Grandes Ligas. Aunque de consistencia frágil, sus habilidades a la defensiva le valieron el reconocimiento de 13 Guantes de Oro de manera consecutiva. Jugó para los equipos Padres de San Diego y los Cardenales de San Luis. Con este último logró un título de Serie Mundial.

## Inicios
Empezó su carrera profesional con los Padres de San Diego en 1978 tras un corto paso por las menores. En ese año terminó apenas en segundo lugar en la elección de novato del año y también realizó —según él— la mejor de sus jugadas cuando se lanzó al suelo para agarrar un roletazo, pero la pelota rebotó encima de él, agarrándola entonces con su mano derecha y, aún en el suelo, tiró a primera base para poner fuera al bateador Jeff Burroughs de los Bravos de Atlanta. 
A pesar de sus habilidades con el guante su desempeño al bate era pobre. Fue en 1980 que llegó a su “mejor” promedio de bateo con un mediocre .230. Los Padres no quisieron retribuir el pago que Smith demandaba, y fue por eso transferido a los Cardenales de San Luis.

## Jugador de St. Louis

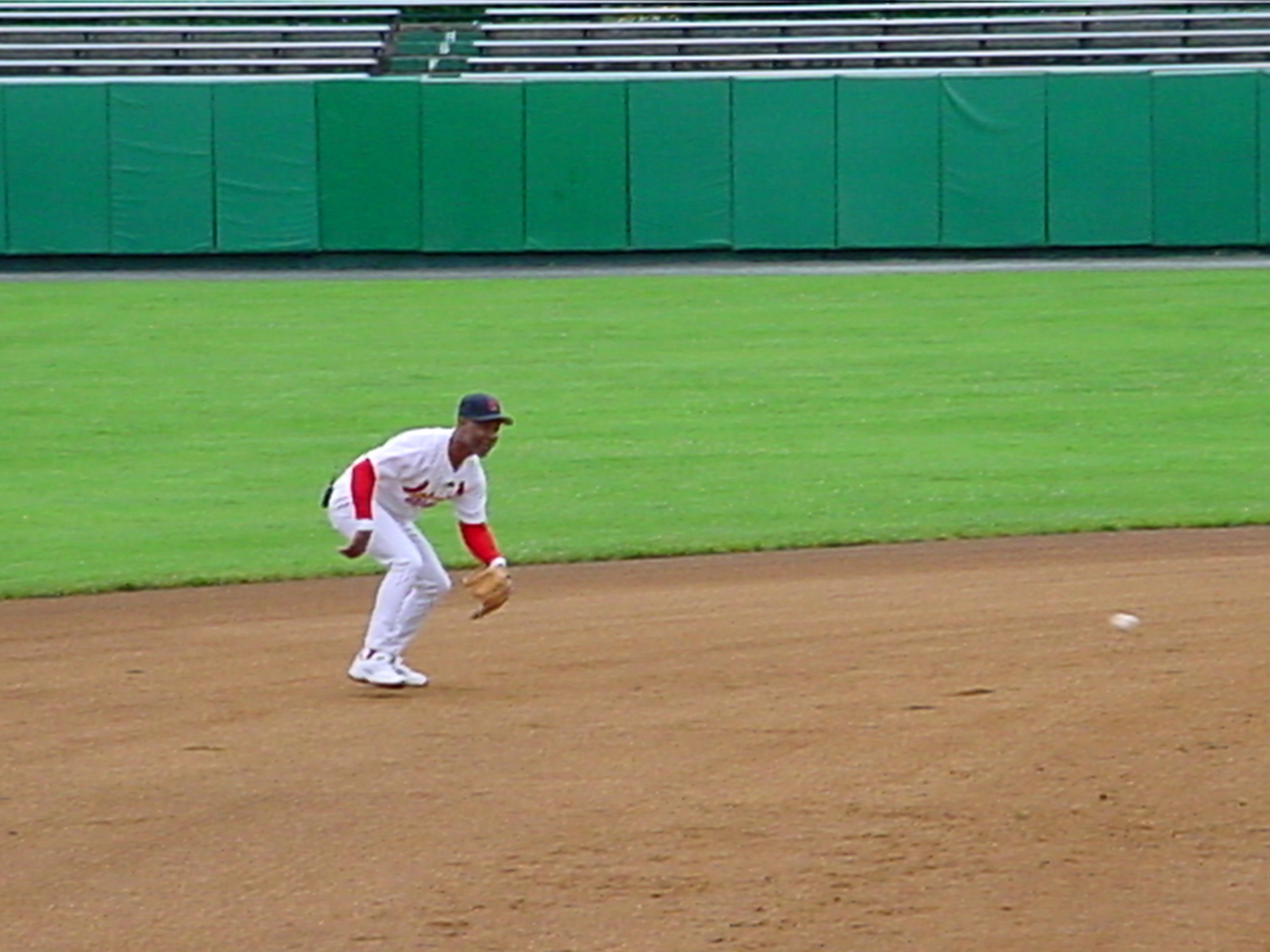
Ozzie en 2002.

Bajo la batuta de Whitey Herzog, que requería de jugadores ágiles para el inmenso campo del Busch Memorial Stadium, Smith cumplió una valiosa labor a la defensiva. Los pájaros rojos llegaron a la Serie Mundial de 1982 en plena forma y la ganaron frente a los Cerveceros de Milwaukee  en siete juegos.
Los Cardenales llegaron nuevamente a la Serie Mundial en los años de 1985 y 1987. Ambas las perdieron en siete juegos frente a los Reales de Kansas City y los Mellizos de Minnesota. En esos años el bateo de Ozzie alcanzó su mejor nivel, particularmente en 1987 logró un promedio de .303, el mejor de su carrera, y fue parte fundamental para su equipo en llegar al clásico de otoño.  Agregado a esto, terminó segundo en la elección para Jugador Más Valioso. En el declive de su carrera, al comienzo de la década de los años 1990 (en 1991),  apenas tuvo ocho errores en temporada completa, y, el siguiente año, llegó a la cantidad de dos mil hits en su carrera. La de 1996 fue su última temporada. 
Desde su llegada a St. Louis, Ozzie Smith se convirtió en uno de sus más famosos residentes. En 1995 obtuvo el Premio Roberto Clemente por sus labores en beneficio de la comunidad.

## Miscelánea
- Sobrenombre : The Wizard (El Mago).
- Una de las jugadas a la ofensiva más recordadas fue un home run en el noveno episodio (el primero en su cuenta bateando a la izquierda), del quinto juego de la serie contra Los Angeles Dodgers para definir el campeón de la Liga Nacional.
- Porcentaje de fildeo en las mayores: .978; en Serie Mundial : .989.
- Incluido en el Paseo de la Fama de la ciudad de St. Louis.
- Una de los aspectos más recordados de Ozzie eran sus saltos mortales a la hora de entrar en el terreno de juego.
- Hasta 2007 posee el mayor número de asistencias por un shortstop en la historia de las Grandes Ligas: 8.375; la mayor en una temporada (621 en 1980); y más temporadas lideradas en la historia de la Liga Nacional en esta categoría (6).